# Комишенка (Табунський район)
Коми́шенка (рос. Камышенка) — село (в минулому селище) у складі Табунського району Алтайського краю, Росія. Входить до складу Алтайської сільської ради.

## Населення
Населення — 290 осіб (2010; 403 у 2002).
Національний склад (станом на 2002 рік):
- росіяни — 59 %